# Wies Bekhuis
Wies Bekhuis (* 7. September 2001 in Tubbergen) ist eine niederländische Volleyball- und Beachvolleyballspielerin.

## Karriere

### Halle
Die junge Sportlerin startete ihre Volleyballkarriere in ihrem Heimatort als Zuspielerin von Dynamo Tubbergen. In den folgenden beiden Spielzeiten pritschte und baggerte sie für VV Set-Up'65. Sie wurde in ihrer ersten Saison in Ootmarsum mit dem Verein Dritte in der niederländischen Ehrendivision und stand im Halbfinale des Pokalwettbewerbs. Ab 2020 war sie zwei Jahre bei Team Eurosped in Twente unter Vertrag, konnte mit diesem Club allerdings die vorigen Erfolge nicht wiederholen.

### Beach
Mit Raïsa Schoon erreichte Wies Bekhuis 2018 bei den U18-Europameisterschaften in Brno das Achtelfinale. Im folgenden Jahr spielte sie mit Wies van Solkema ausschließlich auf niederländischen Turnieren. Vier fünfte Plätze waren die besten Ergebnisse. Mit Nadine Everaert gelangen in den folgenden beiden Spielzeiten mehrere Halbfinalteilnahmen sowohl bei nationalen Veranstaltungen und der U20-EM als auch bei den Ein-Stern-Events in Cortegaça und Apeldoorn. Außerdem standen die beiden als Dritte in Zaandam  und als Finalistinnen in Tilburg auf dem Stockerl.
Wies Bekhuis und Brecht Piersma siegten 2022 bei drei weiteren niederländischen Turnieren und gewannen anschließend die Meisterschaft ihres Heimatlandes in Den Haag.  Im Januar 2023 erhielten sie die Goldmedaille beim King of the Court Finale des Vorjahres in Doha. Dies war gleichzeitig ihr erster Spitzenplatz bei einer Veranstaltung dieses Formats. Im Juni 2023 gewann Bekhuis mit ihrer neuen Partnerin Desy Poiesz das Futures-Turnier von Ios. Zuvor waren die beiden zwei Mal erfolgreich bei Turnieren der niederländischen Beachserie. Ab Beginn der folgenden Saison standen Bekhuis und Brecht Piersma wieder auf der gleichen Seite des Netzes bei Veranstaltungen im Sand. Nach einem Sieg und einer Endspielteilnahme bei Futures in Spiez und Sveti Vlas sowie zwei gewonnenen Events der nationalen Beachserie konnten die Niederländerinnen gemeinsam mit Emi van Driel und Kirsten Bröring den Nations Cup 2024 für sich entscheiden und so ihrem Heimatland einen zweiten Startplatz bei den Olympischen Spielen in Paris sichern. Diesen nahm jedoch das Nederlands Olympisch Comité nicht wahr, da keine der vier Spielerinnen die nationale Richtlinie für die Teilnahme erfüllte, während der Qualifikationsphase einen Platz im Viertelfinale eines Elite16 zu erreichen. Mit ihrer neuen Partnerin van Driel hat Bekhuis am 9. April 2025 in Brasilia die Vorgabe sogar übertroffen, leider für das Duo ungefähr zehn Monate zu spät. Nichtsdestotrotz war der vierte Rang in der Hauptstadt des größten südamerikanischen Landes das sportlich wertvollste Resultat für beide bis zu diesem Zeitpunkt. Nach dem Sieg in der Qualifikation über die US-Amerikanerinnen Anderson / Bauer und den dritten Platz im Pool durch den Erfolg gegen deren Landsfrauen Deberg / Rodriguez bezwangen sie nacheinander die Schweizerinnen Hüberli / Kernen, die Italienerinnen Gottardi / Orsi Toth und die Kanadierinnen Melissa / Brandie, ehe sie in der Vorschlussrunde von den zweimaligen Gewinnerinnen des World Tour Finales Kristen Nuss / Taryn Brasher gestoppt wurden, die sie auch schon in der Gruppe geschlagen hatten, und danach auch im kleinen Finale gegen die Olympiasiegerinnen von Paris unterlagen.